# Union St. Florian
Union St. Florian is een Oostenrijkse voetbalclub uit St. Florian in de deelstaat Opper-Oostenrijk.

## Geschiedenis
De club werd in 1946 opgericht onder de naam ATSV St. Florian en werd één jaar later al opgeheven. In 1958 volgde dan de heroprichting. Langzaam promoveerde de club naar de hoogste klasse van Opper-Oostenrijk. De belangrijkste promotie kwam er in 1996 toen de club naar de Regioanlliga Mitte promoveerde, de derde hoogste klasse van Oostenrijk. In 1999 degradeerde de club maar na één seizoen speelde de club opnieuw in de Regionalliga, waar het nu nog steeds speelt.

## Eindklasseringen
| Seizoen   | №  | Clubs | Divisie            | Duels | Winst | Gelijk | Verlies | Doelsaldo | Punten | Tsch |
| --------- | -- | ----- | ------------------ | ----- | ----- | ------ | ------- | --------- | ------ | ---- |
| 2013–2014 | 7  | 16    | Regionalliga Mitte | 30    | 11    | 8      | 11      | 36–36     | 41     | 373  |
| 2014–2015 | 13 | 16    | Regionalliga Mitte | 30    | 8     | 7      | 15      | 34–56     | 31     | 298  |
| 2015–2016 | 3  | 16    | Regionalliga Mitte | 30    | 15    | 7      | 8       | 53–35     | 52     | 322  |